# Фінал кубка Англії з футболу 1980
Фінал кубка Англії з футболу 1980 — 99-й фінал найстарішого футбольного кубка у світі. Учасниками фіналу були дві лондонські команди — «Вест Гем Юнайтед» і «Арсенал». Перемогу у матчі завдяки єдиному голу Тревора Брукінга здобув «Вест Гем».
Результат фіналу був досить неочікуваним, оскільки «каноніри» утретє поспіль були фіналістами Кубка та його діючими володарями і на той час показували стабільно високі результати у чемпіонаті, а «Вест Гем», натомість, представляв другий англійський дивізіон.
Для «Вест Гем Юнайтед» перемога у Кубку стала третьою і наразі останньою в історії клубу. Після його перемоги у фіналі 1980 року володарями Кубка Англії незмінно ставали лише представники найвищого футбольного дивізіону країни.

## Шлях до фіналу
| «Вест Гем Юнайтед»     | «Вест Гем Юнайтед» | «Вест Гем Юнайтед»                                                | Раунд           | «Арсенал»                  | «Арсенал» | «Арсенал» |
| ---------------------- | ------------------ | ----------------------------------------------------------------- | --------------- | -------------------------- | --------- | --- |
| Суперник               | Результат          | Матчі                                                             |                 | Суперник                   | Результат | Матчі |
| «Вест-Бромвіч Альбіон» | 3-2                | 1—1 на виїзді, 2-1 вдома (перегравання)                           | Третій раунд    | «Кардіфф Сіті»             | 2-1       | 0—0 на виїзді, 2-1 вдома (перегравання) |
| «Лейтон Орієнт»        | 3–2                | 3–2 на виїзді                                                     | Четвертий раунд | «Брайтон енд Гоув Альбіон» | 2–0       | 2–0 вдома |
| «Свонсі Сіті»          | 2–0                | 2-0 вдома                                                         | П'ятий раунд    | «Болтон Вондерерз»         | 4–1       | 1—1 на виїзді, 3-0 вдома (перегравання) |
| «Астон Вілла»          | 1–0                | 1-0 вдома                                                         | Шостий раунд    | «Вотфорд»                  | 2–1       | 2–1 на виїзді |
| «Евертон»              | 3–2                | 1–1 на нейтральному полі, 2—1 на нейтральному полі (перегравання) | 1/2 фіналу      | «Ліверпуль»                | 3–2       | 0–0 на нейтральному полі, 1–1 на нейтральному полі (перегравання), 1–1 на нейтральному полі (перегравання), 1–0 на нейтральному полі (перегравання) |

## Матч
| 10 травня 1980 |

| «Вест Гем Юнайтед» | 1–0        | «Арсенал» |
| ------------------ | ---------- | --------- |
| Брукінг 13'        | (Протокол) |           |

| «Вемблі», Лондон Глядачів: 100 000 Арбітр: Джордж Кортні |

| «Вест Гем Юнайтед» | «Арсенал» |

|                  |    |                 |  |
|                  |    |                 |  |
| ВР               | 1  | Філ Паркс       |  |
| ПЗ               | 2  | Рей Стюарт      |  |
| ЛЗ               | 3  | Френк Лемпард   |  |
| ЦЗ               | 4  | Біллі Бондс (к) |  |
| ЦЗ               | 5  | Елвін Мартін    |  |
| ЛПЗ              | 6  | Алан Девоншир   |  |
| ППЗ              | 7  | Пол Аллен       |  |
| НП               | 8  | Стюарт Пірсон   |  |
| НП               | 9  | Девід Кросс     |  |
| ЦПЗ              | 10 | Тревор Брукінг  |  |
| ЦПЗ              | 11 | Джефф Пайк      |  |
| Запасні:         |    |                 |  |
| ЛЗ               | 12 | Пол Браш        |  |
| Головний тренер: |    |                 |  |
| Джон Лаєлл       |    |                 |  |

|                  |    |                 |     |
|                  |    |                 |     |
| ВР               | 1  | Пет Дженнінгс   |     |
| ПЗ               | 2  | Пет Райс (к)    |     |
| ЛЗ               | 3  | Джон Дівайн     | 61' |
| ЦПЗ              | 4  | Браян Телбот    |     |
| ЦЗ               | 5  | Девід О'Лірі    |     |
| ЦЗ               | 6  | Віллі Янг       |     |
| ЦПЗ              | 7  | Ліам Бреді      |     |
| НП               | 8  | Алан Сандерленд |     |
| НП               | 9  | Френк Степлтон  |     |
| ППЗ              | 10 | Девід Прайс     |     |
| ЛПЗ              | 11 | Грем Рікс       |     |
| Запасні:         |    |                 |     |
| ЛЗ               | 12 | Семмі Нельсон   | 61' |
| Головний тренер: |    |                 |     |
| Террі Ніл        |    |                 |     |